# Cryptoheros spilurus
Cryptoheros spilurus és una espècie de peix de la família dels cíclids i de l'ordre dels perciformes.

## Morfologia
Els mascles poden assolir els 12 cm de longitud total.

## Distribució geogràfica
És endèmic de l'Amèrica Central: rius de la costa atlàntica des de Belize fins a Nicaragua.